# برلمان مقاطعة أونتاريو
برلمان مقاطعة أونتاريو (بالإنجليزية: Legislative Assembly of Ontario)‏ هو الهيئة التشريعية في أونتاريو، الذي تأسس في 1 يوليو 1867، ويتكون من 107 مقعداً، يقع المقر الرئيسي له في Ontario Legislative Building ‏، وتبلغ عدد دوائره الانتخابية 107 دائرة.